# Єфименко Віктор Костянтинович
Єфименко Віктор Костянтинович — радянський і український кінооператор. Член Національної спілки кінематографістів України.
Народився 14 березня 1950 р. у Львові в родині військовослужбовця. Закінчив Всесоюзний державний інститут кінематографії (1988). Працював на студії «Укркінохроніка», а з 1997 р. — в Національній раді по телебаченню і радіомовленню.

## Фільмографія
Зняв фільми:
- «Син вітру» (1981, реж. Д. Антропов)
- «Жива Ватра» (1983)
- «Мир тобі, земле батьків» (1985)
- «Ой, у полі древо...» (1988, реж. П. Фаренюк)
- «Тарас» (1989, реж. В. Сперкач)
- «Театр Параджанова» (1990, реж. Є. Татарець)
- «Довженко – щоденники 1941–45» (1992)
- «Данило Галицький»
- «Батурин – столиця гетьмана Мазепи» (1993, реж. М. Вінграновський)
- «Чигирин — столиця Богдана Хмельницького» (1993, реж. М. Вінграновський)
- «Родом з України» (1996, реж. Г. Цимбал, цикл телепередач)
- «Антологіон. Український фільм» (1996, у співавт., реж. О. Балагура),
- «Благовість» (1997, у співавт.)
- «Героям слава» (1997, реж. А. Карась)
- «Українські святині України» (2007, реж. О. Зотиков, 4 фільми) ТА ін.